# 沖縄県道6号線
沖縄県道6号線（おきなわけんどう6ごうせん）は沖縄県中頭郡読谷村字伊良皆とうるま市石川東恩納とを結ぶ一般県道。

## 概要

### 区間
- 起点：中頭郡読谷村字伊良皆 [1]（国道58号）
- 終点：うるま市石川東恩納 [1]（沖縄県道255号石川池原線（旧国道329号））
- 総延長：21.378km [1]
- 実延長：20.196km [1]

### 通過自治体
- 中頭郡読谷村 - 国頭郡恩納村 - うるま市

### 交差する道路
- 国道58号（起点、恩納村山田 - 仲泊）
  - 沖縄西海岸道路（読谷道路・読谷村大木）
- 沖縄県道12号線（読谷村高志保）
- 沖縄県道73号石川仲泊線（恩納村仲泊）
- 国道329号（うるま市石川伊波）
- 国道331号（うるま市石川伊波-国道329号に重複）
- 沖縄県道255号石川池原線（終点（旧国道329号））

### 重複する道路
- 国道58号（恩納村山田 - 仲泊）
- 沖縄県道73号石川仲泊線（恩納村仲泊、もとはこの路線のバイパスだった）

### 主要施設
- 米軍楚辺通信所（象のオリ・読谷村楚辺）
- 読谷郵便局（読谷村高志保）

### 路線バス
- 20番・名護西線（琉球バス交通・沖縄バスの共同運行） 恩納村山田 - 仲泊（旧国道区間、一部国道との重複区間含む）
- 28番・読谷（楚辺）線（琉球バス交通・沖縄バスの共同運行） 読谷村伊良皆 - 読谷バスターミナル
- 29番・読谷（喜名）線（琉球バス交通・沖縄バスの共同運行） 読谷村高志保 - 読谷バスターミナル
- 48番・石川読谷線（沖縄バス） 読谷バスターミナル - うるま市石川東恩納（一部区間を除く、重複区間を含む）
- 62番・中部線（琉球バス交通） 読谷村伊良皆 - 高志保 - 読谷バスターミナル（伊良皆 - 高志保は楚辺経由のみ）
- 120番・名護西空港線（琉球バス・沖縄バスの共同運行） 恩納村山田 - 仲泊（旧国道区間、一部国道との重複区間含む）
- 228番・読谷おもろまち線（琉球バス交通・沖縄バスの共同運行） 読谷村伊良皆 - 読谷バスターミナル

以前は中部循環線（伊良皆 - 読谷バスターミナル）も通っていたが2003年（平成15年）に廃止された。

## 歴史・特徴
- 1953年（昭和28年）に読谷村伊良皆 - 楚辺通信所間が軍道6号線、あとの区間が琉球政府道6号線として指定（政府道区間はのちに軍営繕道区間となる）。1972年（昭和47年）の本土復帰と同時に合わせて県道6号線となる（恩納村山田 - 仲泊間は政府道1号線で復帰と同時に国道58号となった）。[要出典]
- 1975年（昭和50年）に沖縄海洋博覧会開催にあわせて、那覇や沖縄本島中南部方面からの輸送確保のため国道58号から沖縄自動車道石川インターチェンジ経由の会場アクセス道路となるバイパス開通。バイパスは翌1976年（昭和51年）に主要地方道石川仲泊線（県道73号）となる。一方、国道58号のバイパス開通で恩納村山田 - 仲泊の旧道の一部が県道に降格し、この路線に編入された。[要出典]
- 1998年（平成10年）、恩納村仲泊の国道58号に接続するバイパスが開通。これにより国道58号名護方面から直接うるま方面（終点）へ向かうルートが大幅改善された。[要出典]